# Castillo de Montearagón
Castillo de Montearagón är ett slott i Spanien.   Det ligger i provinsen Provincia de Huesca och regionen Aragonien, i den nordöstra delen av landet, 300 km nordost om huvudstaden Madrid. Castillo de Montearagón ligger 588 meter över havet.
Terrängen runt Castillo de Montearagón är varierad. Runt Castillo de Montearagón är det glesbefolkat, med 8 invånare per kvadratkilometer. Närmaste större samhälle är Huesca, 5,6 km väster om Castillo de Montearagón. Trakten runt Castillo de Montearagón består till största delen av jordbruksmark.